# Jaworzyński Przechód
Jaworzyński Przechód (ok. 1170 m) – płytka przełęcz w masywie Gronia (ok. 1470 m) w słowackich Tatrach Bielskich. Znajduje się w jego północnym grzbiecie. Zachodnie stoki przełęczy opadają do Doliny Kępy, wschodnie do Jaworzynki Bielskiej. Przełęcz i jej okolice porasta las. Masyw Gronia znajduje się na obszarze ochrony ścisłej Tatrzańskiego Parku Narodowego. Obowiązuje zakaz wstępu dla turystów, ale na Jaworzyńskim Przechodzie krzyżują się dobrze wydeptane, nieznakowane ścieżki na cztery strony świata. Wędruje nimi miejscowa ludność, głównie zaś drwale i myśliwi. Na Groniu prowadzony jest wyrąb lasu i istnieją ambony. Ścieżki te oraz lokalizację ambon opisuje Władysław Cywiński w 5 tomie przewodnika Tatry.
Nazwa przełęczy jest autorstwa Władysława Cywińskiego. 